# Derrylin
Derrylin (Doire Loinn in gaelico irlandese) è un villaggio dell'Irlanda del Nord, situato nella contea di Fermanagh.